# Historia de la condonación de deudas
La historia de la condonación de deudas, o cancelación de deudas, la ha visto ser practicada en muchas sociedades desde la antigüedad. La condonación periódica de la deuda se institucionalizó en el Antiguo Oriente Próximo y contribuyó a la estabilidad de sus sociedades. En la antigua Grecia y Roma, las leyes eran más favorables para los acreedores y la cancelación de la deuda era una de las principales demandas de los pobres, implementada solo ocasionalmente por el gobierno. El derecho canónico medieval contenía disposiciones para la anulación de las deudas de los prestatarios en apuros, lo que influyó en la ley moderna de quiebras personales.

## Antiguo Oriente Próximo

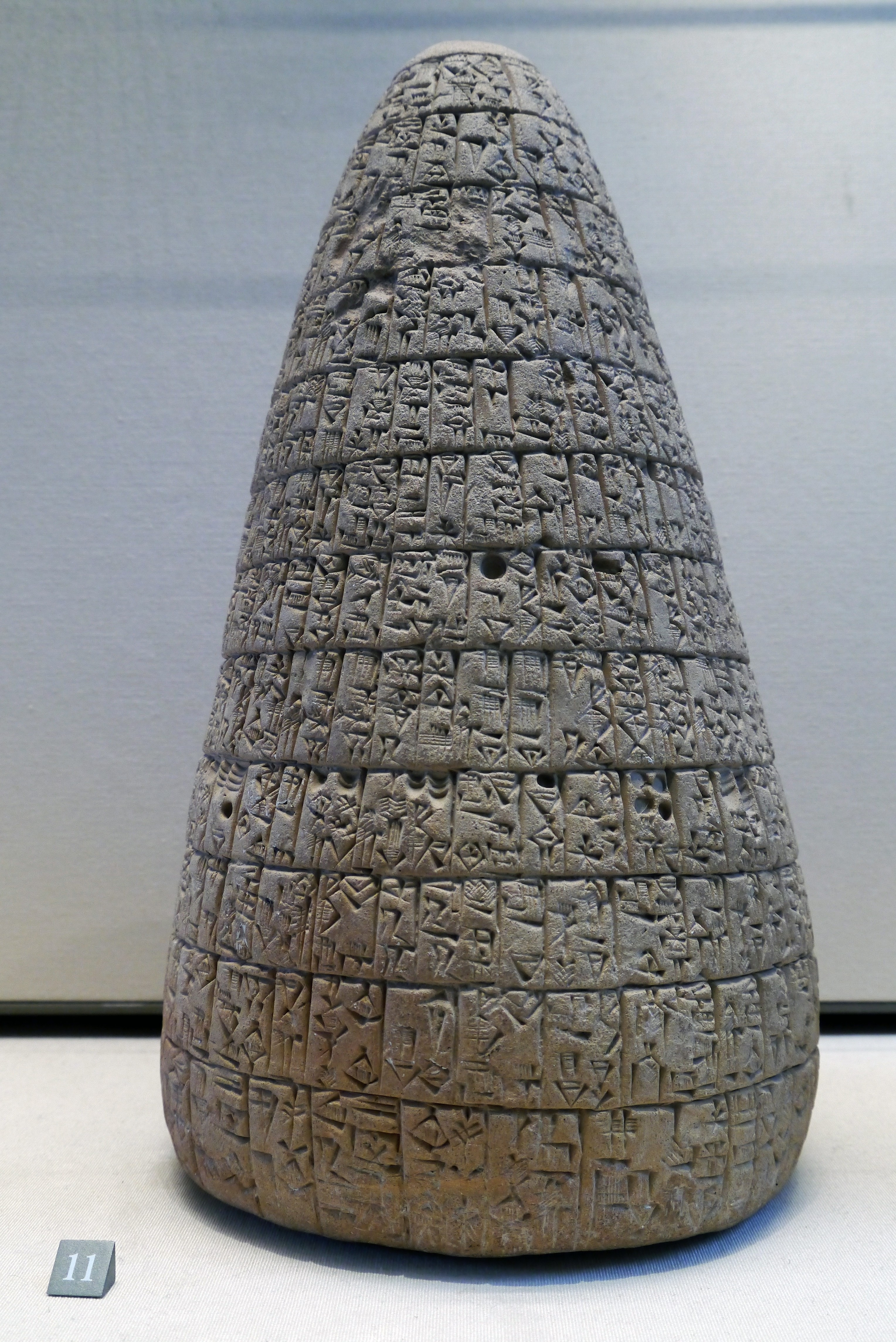
El texto de reforma de Urukagina menciona la cancelación de las obligaciones de las familias contratadas como parte de sus reformas.

El alivio de la deuda existió en muchas sociedades del Antiguo Oriente Próximo en forma de remisión de la deuda, mediante la cual ciertas deudas se declararon nulas y la propiedad embargada se revirtió a los propietarios originales. Las deudas a menudo eran canceladas por un nuevo gobernante que emitía un decreto de borrón y cuenta nueva después de asumir el trono o después de una calamidad natural o provocada por el hombre. Por lo general, solo se cancelaba la deuda personal, mientras que las deudas contraídas por los comerciantes no se veían afectadas.
Las remisiones periódicas de la deuda jugaron un papel importante en el Antiguo Oriente Próximo. Contribuyeron a la estabilidad de la sociedad. La mayoría de los préstamos fueron tomados por campesinos para permitirles subsistir hasta la próxima cosecha y, a menudo, la tierra se comprometió como garantía. Si el prestatario no podía pagar el préstamo, la tierra pasaba al prestamista, convirtiéndose el propio prestatario en fiador. Las condonaciones de la deuda controlaron el poder de las élites, que de otro modo acumularían grandes fortunas de tierras cultivadas por siervos, y aseguraron que hubiera suficientes trabajadores libres disponibles para servir en el ejército y para tareas de trabajo público.
La cancelación de deuda más antigua conocida fue proclamada por Entemena de Lagash c. 2400 BCE
. Medidas similares fueron promulgadas por los gobernantes sumerios, babilonios y asirios posteriores de Mesopotamia, donde se las conocía como «decretos de libertad» (ama-gi en sumerio). Este mismo tema se encontró en un antiguo texto bilingüe hitita-hurrita titulado «La canción de la liberación de la deuda». En el Antiguo Egipto, la deuda con intereses no existió durante la mayor parte de su historia. Cuando comenzó a extenderse en el Período Tardío, los gobernantes de Egipto lo regularon y se sabe que se produjeron varias condonaciones de deudas durante la era ptolemaica, incluida aquella cuya proclamación se inscribió en la Piedra de Rosetta. Diodoro Sículo proporciona la siguiente justificación para abolir la servidumbre por deudas por parte del faraón Bakenrenef:

«Porque sería absurdo... que un soldado, en el momento quizás en que se disponía a luchar por su patria, fuera llevado a prisión por su acreedor por un préstamo impago, y que la codicia de los ciudadanos de esta manera poner en peligro la seguridad de todos»

El perdón de deudas se menciona en la Torá, en la que Dios ordenó a los israelitas perdonar deudas en ciertos casos al final de Shmitá, el último año del ciclo agrícola de siete años. Los esclavos hebreos también fueron liberados al mismo tiempo o al final del ciclo de 49 años, según la interpretación. Al final del ciclo más largo, durante el año del Jubileo, la tierra también volvió a sus dueños originales. Según Michael Hudson, la ley del Jubileo probablemente apareció en respuesta a una crisis de la deuda y tomó la cancelación de la deuda de manos de los gobernantes, haciéndola periódica y automática. No sobrevive ningún contrato que acredite el cumplimiento, o la falta de cumplimiento, de la ley del Jubileo.
Debido al Primer Exilio, las leyes de condonación de deudas ya no eran aplicables, debido al hecho de que la mayoría de los judíos no vivían en la tierra de Israel, y el hecho de que la condonación estaba ligada a la restitución de la tierra ancestral. Los rabinos posteriores decretarían que las deudas deberían continuar siendo remitidas. Alrededor de principios del siglo I d. C., Hillel estableció la escapatoria prosboul que permitía a los prestamistas ofrecer préstamos que no podían ser remitidos, redirigiendo al destinatario del reembolso como el Bet Din (tribunal de justicia) local, que luego lo reenviaría al prestamista original. Dado que la deuda se adeudaría a una institución pública en lugar de a un particular, no se condonaría. Hillel argumentó que, de lo contrario, los pobres no podrían obtener un préstamo en el año anterior a la remisión.
De acuerdo con la ley judía, en ausencia de un prozbul u otras situaciones preventivas, las deudas entre dos judíos se borran al final de Shmitta.

## Antigua Grecia y Roma

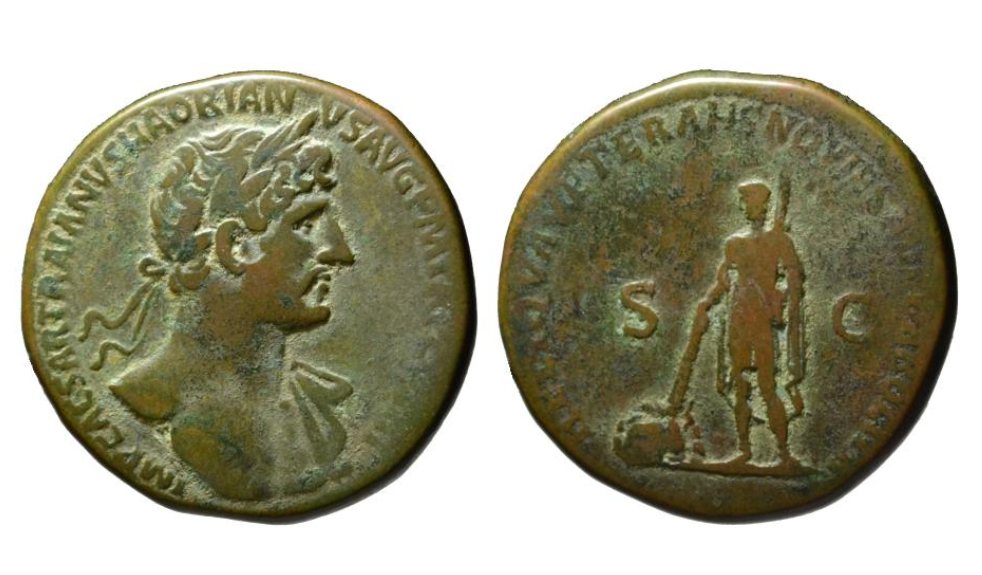
El anverso del sestercio de Adriano que conmemora la cancelación de los impuestos atrasados muestra al emperador quemando los registros de impuestos.

En general, la ley en la Antigua Grecia y Antigua Roma era más favorable a los acreedores y «dura e inflexible» con los deudores. A lo largo de la antigüedad, la cancelación de las deudas, junto con la redistribución de la tierra, fue el principal grito de guerra de los pobres.
En respuesta a una crisis de la deuda en el siglo VI a. C., los atenienses implementaron una ley de Solón que preveía la sisactía (σεισάχθεια), que canceló todas las deudas y anuló retroactivamente las deudas anteriores que habían resultado en esclavitud y servidumbre, liberando a los esclavos de la deuda y a los siervos de la deuda. Los reyes espartanos también implementaron cancelaciones de deuda en su intento de reformar el estado en el siglo III a. C. El equivalente romano se llamaba novae tabulae.
En la Antigua Roma, la servidumbre por deudas conocida como nexum fue abolida en el 313 a. C. Sin embargo, incluso después de eso, los deudores todavía estaban obligados a realizar trabajos forzosos y podían ser encarcelados tras una sentencia judicial. Apiano menciona un intento del pretor Aselio de revivir la antigua ley que prohibía la toma de intereses en el 89 a. C. lo que condujo a su asesinato, presumiblemente a manos de los acreedores. Más tarde, Sila (en un 10%) y luego Lucio Cornelio Cinna y Lucio Valerio Flaco (en tres cuartas partes) promulgaron cancelaciones parciales de la deuda para estabilizar la economía arruinada por la guerra civil. Las élites romanas estaban firmemente en contra del alivio de la deuda, y Cicerón lo denunció como un ataque a la propiedad y a las clases propietarias.
Los predecesores de la ley de quiebras surgieron a principios de la Roma imperial. Augusto instituyó la cessio bonorum, que permitía a los deudores entregar voluntariamente sus bienes a los acreedores y así evitar el arresto personal y la pérdida de la capacidad jurídica (infamia).
Si bien Roma nunca promulgó la cancelación total de la deuda, varios emperadores cancelaron los impuestos atrasados, es decir, las deudas con el tesoro público.

## China
El endeudamiento de la población rural fue una preocupación constante del gobierno desde la época de la dinastía Han. Se emplearon una variedad de medios para hacerle frente, incluido el alivio total o parcial de la deuda. A menudo se anulaban aquellos préstamos cuyo interés reembolsado excedía el principal. El gobierno acusó a los monasterios budistas (que se habían convertido en importantes prestamistas para el campesinado en el siglo VI EC) de otorgar préstamos con intereses elevados. Durante la purga de los monasterios budistas en 845, más de 150 000 siervos del templo fueron liberados de la esclavitud, según los informes oficiales.

## Europa medieval
El derecho canónico medieval se basó en el derecho romano y discutió ampliamente las disposiciones para mitigar la dureza de los castigos de los deudores. La mayoría de los comentaristas permitieron que un deudor fuera liberado y comenzara de nuevo, después de ceder a sus acreedores todos sus bienes (o posiblemente todos sus bienes excepto algunas necesidades básicas). Estas disposiciones influyeron más tarde en la ley de quiebras inglesa.

## Período moderno
En el período moderno, la cancelación de la deuda generalmente ocurre a través del proceso de bancarrota. Uno de los primeros países en establecer la quiebra personal (en lugar de la quiebra de la empresa) fue el Reino Unido, donde la Ley de Quiebras de 1869 permitió que todas las personas se declararan en quiebra. Actualmente, el punto de referencia para la legislación sobre quiebras personales es la legislación sobre quiebras personales de Estados Unidos, aprobada en 1978. La mayoría de los países de Europa occidental siguieron su ejemplo en las décadas de 1980 y 1990, mientras que en las décadas de 2000 y 2010 se aprobó la legislación sobre quiebras personales en el sur y el este de Europa.